# Franz-Josef Schlapka
Franz-Josef Schlapka (* 19. August 1948) ist ein deutscher Bauingenieur mit den beruflichen Schwerpunkten Projektmanagement, strategisches Projektmanagement, baubetriebliche Beratung, strategische Beratung, Nachtragsmanagement und Gutachten für Schäden an Gebäuden.
Schlapka ist geschäftsführender Gesellschafter der IGS Gesellschaft für strategisches Projektmanagement mbH und der Schlapka Watts GmbH in Berlin sowie Mitglied im DVP Deutscher Verband der Projektmanager in der Bau- und Immobilienwirtschaft e. V.

## Lehrtätigkeit
Seit 2004 ist Schlapka Honorarprofessor an der Hochschule Neubrandenburg für die Lehrgebiete Bauabwicklung, Projektmanagement und Baubetrieb. Zuvor war er bereits von 1998 bis 2003 als Lehrbeauftragter an genannter Einrichtung für die Lehrgebiete Bauabwicklung, Projektmanagement und Baubetrieb tätig.

## Referenzen
Schlapka hat in unterschiedlichen Positionen an folgenden Projekten mitgewirkt:
- Galeries Lafayette Berlin, Projektmanagement
- Sony Center Berlin, Bankengineering
- Medienzentrum SAT.1 Berlin, Projektmanagement
- Neues Kranzler Eck Berlin, Projektmanagement
- Ku’damm-Eck Berlin, Projektmanagement
- Wasserturm Sternschanze Hamburg (MIPIM Award für Hotels 2007), Strategisches Projektmanagement
- Elbphilharmonie Hamburg, Baubetriebliche Beratung Opposition

## Veröffentlichungen
Fachzeitschriften
- DDH; Ausgabe 16/85: „Sanierung von geneigten Dächern mit ungenügendem Belüftungsquerschnitt“
- DDH; Ausgabe 04/87: „Das begrünte Flachdach in der Diskussion“, Mitautor: Rechtsanwalt Thomas Bohl
- DDH; Ausgabe 05/87: „Das begrünte Flachdach in der Diskussion – Rechtliche Problemstellungen“, Mitautor: Rechtsanwalt Thomas Bohl
- DDH; Ausgabe 13/87: „Windbelastung von Flachdächern“
- DDH; Ausgabe 10/88: „Problempunkt Gaubenanschluss“
- DDH; Ausgabe 13/88: „Was gilt im Zweifelsfall?“
- DDH; Ausgabe 18/90: „Konventionell oder alternativ?“
- Bautenschutz, Bausanierung; Ausgabe 10/88: „Rechtliche und technische Probleme bei der Altbaumodernisierung“
- Bauverlag; 1994 Aachener Bausachverständigentage: „Qualitätskontrolle durch den Sachverständigen“
- Bauverlag; 2002 Aachener Bausachverständigentage: „Kritische Anmerkungen zur Anwendung der Maßtoleranzen – Norm DIN 18202“
- BauR; Ausgabe 11/01: „Kooperationsmodell – ein Weg aus der Krise“
- BauR; Ausgabe 05/02: „Schlichtungsmodell – ein Weg aus der Krise laufender Bauvorhaben“
- Lexxion Verlag; 04/2003, Der Bauträger: „Die Tätigkeitsbereiche des Sachverständigen – Baubegleitende Qualitätskontrolle“

Bücher
- Maßtoleranzen im Hochbau : haftungssichere Planung und Kontrolle der Bauausführung ; Streitfälle mit Praxislösungen bei Roh- und Ausbaugewerken, Kissing : WEKA-Media, 4 Bände, Loseblattsammlung

- Band 1: Maßtoleranzen im Bild für Mauer- und Betonarbeiten Augsburg : WEKA-Baufachverl., Verl. für Bauwirtschaft und Bauhandwerk
- Band 2: Maßtoleranzen im Bild für Mauer- und Betonarbeiten / Aktualisierungs- und Erg.-Lfg. 1 (1999)
- Band 3: Maßtoleranzen im Bild für Mauer- und Betonarbeiten / Aktualisierungs- und Erg.-Lfg. 4 (2000)
- Band 4: Maßtoleranzen im Bild für Mauer- und Betonarbeiten / Grundwerk. 1998

## Erfindungen
Eingetragene Patente
- „Vorrichtung zum Freihalten des Lüftungsquerschnitts eines zweischaligen Daches, Verfahren zur Sanierung eines zweischaligen Daches“. Angemeldet am 13. Dezember 1984, veröffentlicht am 28. August 1986, eingetragen unter: Deutsches Patent DE 34 45 598.

- „Vorrichtung zum Freihalten des Lüftungsquerschnittes eines zweischaligen Daches, Verfahren zur Sanierung eines zweischaligen Daches und Führungskeil zur Durchführung des Verfahrens“. Angemeldet am 6. Dezember 1985, veröffentlicht am 4. April 1990, eingetragen unter: Europäisches Patent EP 01 84 793.

## Sonstiges
Wesentliche Vorträge
- 1994 „Qualitätskontrolle durch den Sachverständigen – Aufgabenstellung und Probleme“, Aachener Sachverständigentage, Aachen
- 2001 „Baubegleitende Qualitätskontrolle“, SV-Ausbildung der ARGE Dr. – Ing. H. E. Aurnhammer, Stuttgart
- 2007 „Ursachen für Nachträge aus Sicht des Auftraggebers“, 13. Berlin-Brandenburger Baurechtstag, Berlin
- 2007 „Kooperationsmodell – ein Weg aus der Krise“, 14. Berlin-Brandenburger Baurechtstag, Berlin
- 2009 „Gekündigter GU-Vertrag“ 16. Berlin-Brandenburger Baurechtstag, Berlin
- 2010 „Zuordnungsverfahren“, Noerr LLP München, „Der gestörte Bauablauf“